# Patte d'Oie (Dakar)
Pour les articles homonymes, voir Patte d'Oie.
Patte d'Oie est l'une des 19 communes d'arrondissement de la ville de Dakar (Sénégal). Elle fait partie de l'arrondissement des Parcelles Assainies.
Le quartier est situé dans l'est de la capitale, entouré par Parcelles Assainies, Yoff, Grand Yoff et Hann Bel-Air.

## Géographie
La commune est limitée au nord-est par la route des Niayes qui la sépare de Parcelles Assainies, à l'est la route de Cambérène (D100), marque la limite avec Golf Sud. Au sud l'avenue Seydina Limamoulaye (route de l'Aéroport) et l'autoroute A1 marquent les limites avec Grand Yoff et Hann Bel-Air. Ce qui en fait un point de divergence de plusieurs routes, de plusieurs allées, qui forment comme le dessin d'une patte d'oie, d’où son nom.
La partie ouest de la commune est constituée d'une zone humide et de cultures maraîchères : les niayes.

## Administration
La commune d'arrondissement est divisée en plusieurs quartiers dont : cité Keur Damel, cité Keur Gorgui, cité Mixta, Résidence de la Paix, Village Grand Médine, cité de la Patte d'Oie, cité des Impôts et de Domaines, Patte d'oie Builders, cité Al Amal, cité Bceao, cité Soprim et cité Soprim-Extension.
| Période     | Identité              | Parti  |
| ----------- | --------------------- | ------ |
| 1996 - 2001 | Moussa Guèye          |        |
| 2002 - 2009 | Cheikh Tidiane Diallo | PDS    |
| 2009 - 2014 | Ibrahima Diamé        | PS     |
| 2014 - 2022 | Banda Diop            | PS     |
| 2022 - 2024 | Maïmouna Dieye        | Pastef |
| 2024        | Abdoulaye Ka          | Pastef |

## Religion

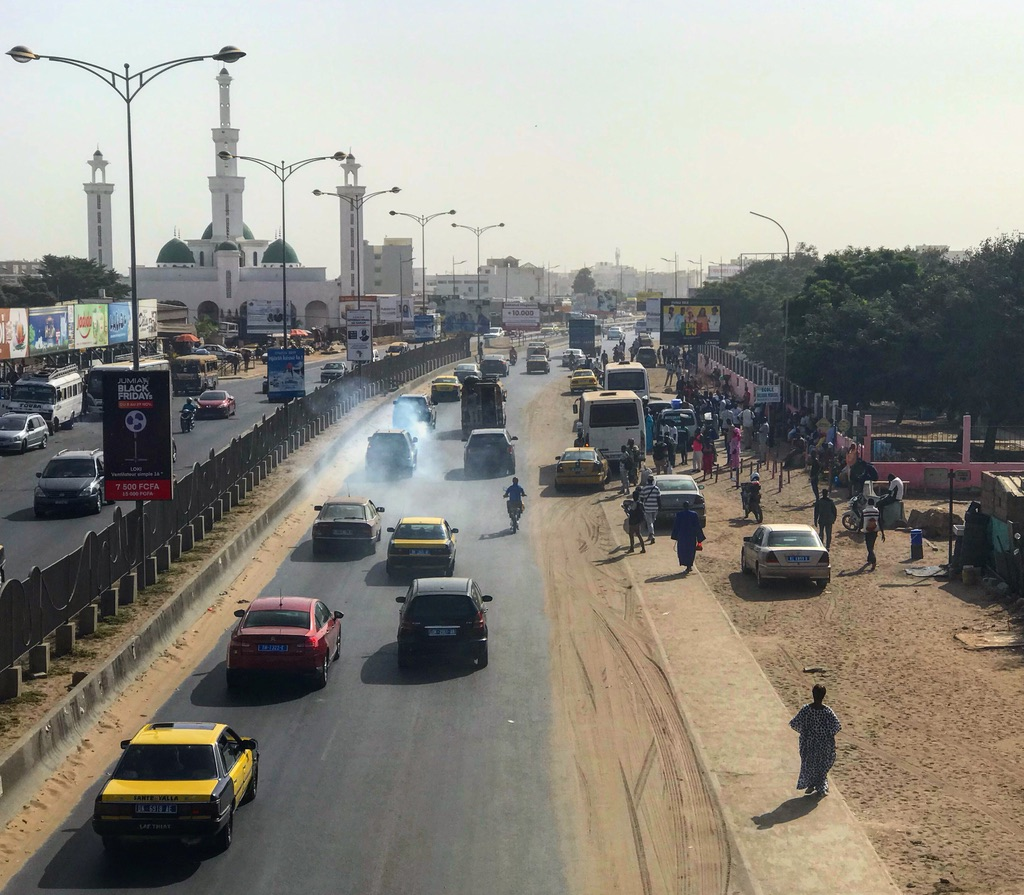
Mosquée en bord de route.

La commune est pourvue de plusieurs mosquées dont la grande Mosquée de Grand Médine, la grande mosquée de Soprim-Extension et les mosquées : Bilal, Patte d'Oie Builders, Masjid Rassoul, Sérigne Modou Bousso Dieng, Al Amal, Soprim.

## Sports
Le Stade Léopold-Sédar-Senghor, stade multifonction, parmi les plus grands stades d'Afrique, est situé au sud-ouest de la commune.